# Ян Бот
Ян Бот (нідер. Jan Both, бл. 1615, Утрехт — 9 серпня 1652, Утрехт) — нідерландський (голландський) художник, фортист, представник Утрехтської школи.

## Життєпис
Походить з родини художників. Навчався у свого батька Д. Бота,потім у відомого майстра історичного та пейзажного живопису Абрагама Блумарта. Разом з братом, художником Андрісом, деякий час подорожував по Франції та Італії.
У 1635 році вирушає до Італії. Того ж року його було зараховано до римської Академії Св. Луки. Водночас разом із братом приєднався до товариства «Перелітні птахи», що об'єднувало переважно фламандських та голландських митців. 1641 року перебирається до Венеції, де помирає брат Яна. 1642 року повернувся до рідного міста, де став членом місцевої гільдії художників Св. Луки.

## Творчість
Ян Бот малював переважно пейзажі. Став дуже відомим художником ще за життя, виконав велику кількість картин на замовлення для європейських придворних кіл. Мав багато послідовників, справив істотний вплив на творчість Яна Батиста Венікса і Альберта Кейпа.

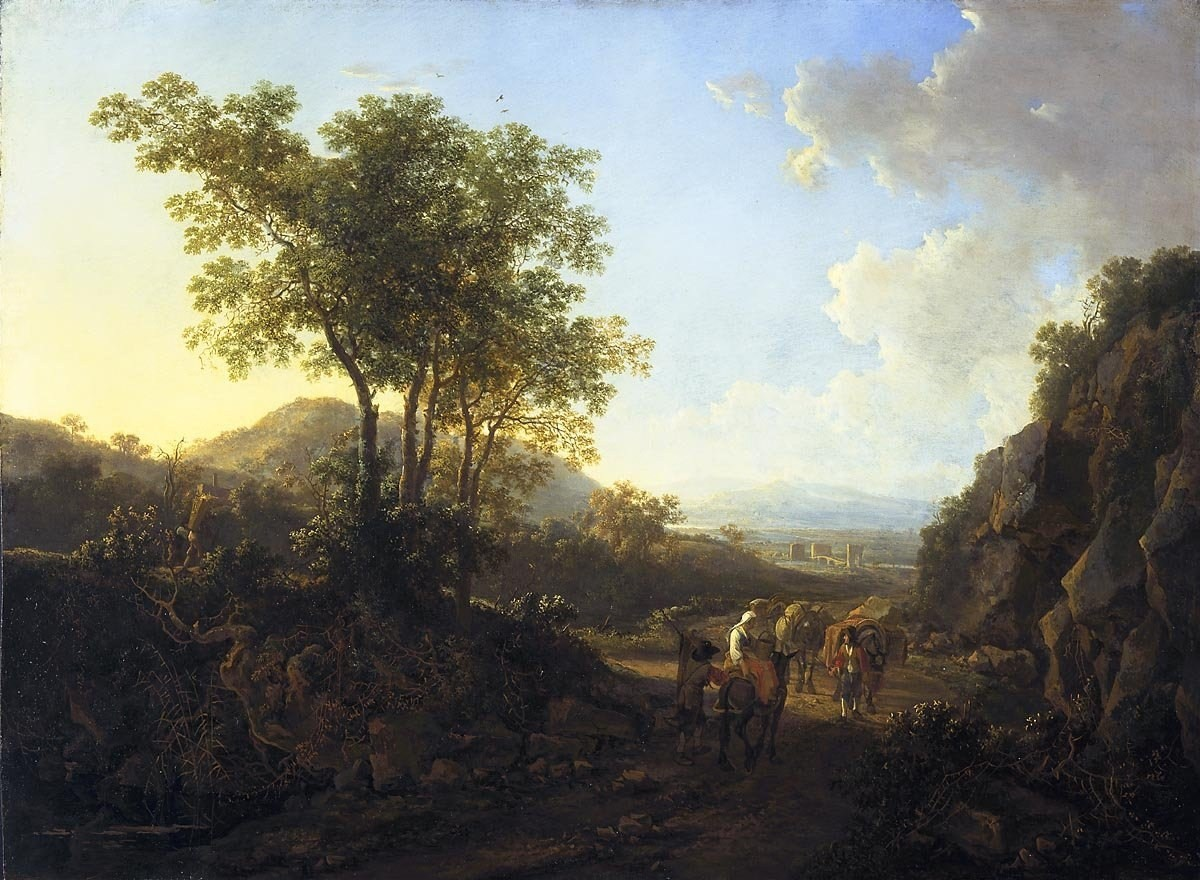
Італійський пейзаж. 1645 рік

Вніс величезний вклад у розвиток голландського пейзажного живопису, що зображує італійські землі. Картини часто є композицією із зображенням пейзажу, зазвичай жваві з античними будівлями або руїнами і стафажними фігурками людей. Відмінною рисою пейзажів цього художника є золотавий колорит. Реалізм, з яким написані фігури людей, зелень на передньому плані контрастують із золотим ідилічним пейзажем вдалині. Час від часу Бот зображував на своїх картинах міфологічних або біблійних героїв, зокрема, «Суд Паріса». Співпрацював з художником-пейзажистом з помітно слабким художнім темпераментом Корнелісом ван Пуленбургом.
Твори зберігаються в багатьох музейних зібраннях світу, зокрема в Національній галереї в Лондоні, Рейксмузеї в Амстердамі, музеях Берліна, Дюссельдорфа, Мюнхена та Брюсселя.